# Dichapetalum tomentosum
Dichapetalum tomentosum är en tvåhjärtbladig växtart som beskrevs av Adolf Engler. Dichapetalum tomentosum ingår i släktet Dichapetalum och familjen Dichapetalaceae. Inga underarter finns listade i Catalogue of Life.